# Ulica Henryka Sienkiewicza w Kielcach
Ulica Henryka Sienkiewicza – reprezentacyjna ulica Kielc, wytyczona w latach 20. XIX wieku, łącząca w sobie charakter zabytkowy ze współczesnym centrum handlowym. Ma długość ok. 1270 metrów i ciągnie się od dworca kolejowego przy placu Niepodległości do placu Stanisława Moniuszki.
Ulicą Sienkiewicza przechodzi  czerwony szlak miejski prowadzący przez zabytkowe i ciekawe turystycznie miejsca miasta Kielce.

## Historia
Zalążek ulicy Sienkiewicza zaczął się tworzyć pod koniec XVII wieku. Kielce liczyły wtedy około 1500 mieszkańców stałych. W 1789 roku w mieście było zaledwie 6 budynków murowanych – 4 z nich znajdowały się w Rynku, a dwa przy ulicy Małej. Miasto liczyło wówczas 252 domy. Przyszła ulica Sienkiewicza przebiegała między "miastem biskupim" a posiadłościami mieszczan. Nie wykonano na niej żadnej nawierzchni, błoto było więc zjawiskiem codziennym. Droga w kierunku wschodnim ginęła w polach, natomiast w kierunku zachodnim wiodła do bagnistych brzegów rzeki Silnicy i otaczających ją stawów.

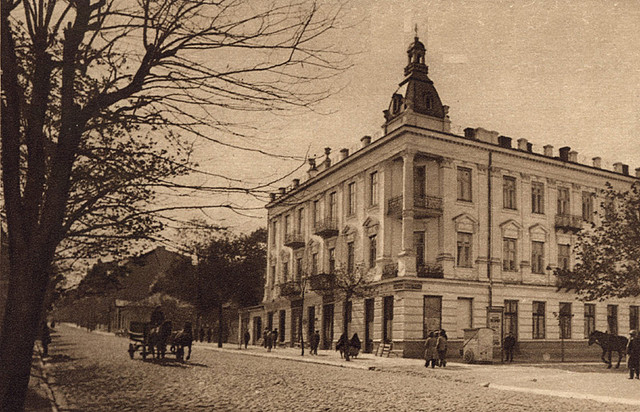
Dawny hotel Wersal

W 1821 roku Marian Potocki, geometra przysięgły Królestwa Polskiego, wykonał plan przestrzenny zagospodarowania Kielc. Plan ten uwzględniał w swoich założeniach koncepcyjnych przewodnią rolę Kielc jako ośrodka administracyjno-usługowo-oświatowego. Starano się bez radykalnej przebudowy śródmieścia unowocześnić miasto przez rozbudowę obszaru osiedleńczego, regulację już istniejących ulic i budowę nowych. W tym planie ulica Sienkiewicza (wtedy Konstantego) miała początek przy placu Leonarda, drugi zaś koniec prowadził donikąd. Nie kończył się na projektowanym placu przy zbiegu ulic Leśnej i Kapitulnej, lecz przechodził do Silnicy i dalej na zachód. Prawdopodobnie w przyszłości ulica miała połączyć miasto z ewentualnym ośrodkiem górnictwa i hutnictwa kruszcowego (Czarnów, Górki Szczukowskie, Karczówka).
Obecna ulica Sienkiewicza została nazwana w 1823 roku z inicjatywy Potockiego imieniem Wielkiego Księcia Konstantego Pawłowicza, dowódcy armii Królestwa Polskiego. Był on najważniejszą osobą w Królestwie Polskim, a w gruncie rzeczy (po śmierci gen. Józefa Zajączka) carskim namiestnikiem. Ulica Konstantego została wybrukowana, bo prowadziła do państwowych urzędów (hipoteki, poczty, później szkoły), jak też dlatego, aby szybciej i łatwiej można było przewozić wodę potrzebną w razie pożarów; kończyła się u zbiegu ulic Leśnej i Kapitulnej.
W tamtych czasach nie było jeszcze mostu na Silnicy. Aby przejść na drugą stronę przechodzono przez rzekę w bród. Po wybuchu powstania listopadowego ulicę Księcia Konstantego zaczęto umownie nazywać od znajdującego się przy niej budynku poczty – Pocztową. Szybko stała się ona reprezentacyjną ulicą miasta. W 1840 roku powstał tu okazały dom ze stajniami, zajazdem i salą teatralną. Znajdowała się przy niej hipoteka, poczta, a potem także szkoła. W 1877 roku przemysłowiec Ludwik Stumpf rozpoczął budowę teatru zwanego potem teatrem Ludwika (dziś Teatr im. Stefana Żeromskiego). Na przedstawienia teatralne zjeżdżała się okoliczna szlachta, przychodzili mieszczanie, młodzież i oficerowie rosyjskich pułków stacjonujących w mieście.
5 lipca 1881 roku została zatwierdzona koncesja na budowę drogi żelaznej Iwanogrodzko-Dąbrowskiej, łączącej Dęblin z Zagłębiem Dąbrowskim. Rozpoczęto budowę kolei, a wraz z nią dworca kolejowego. Pierwszy parowóz wjechał do Kielc 21 grudnia 1883 roku. Budowę budynku dworca ukończono jednak dopiero w 1885 roku. Stanął w szczerym polu, na linii ulicy Sienkiewicza. Budowla ta przetrwała aż do lat 60. XX wieku. Początkowo na Silnicy wybudowano mostek i tę część ulicy nazwano Ruską. Potocznie nową cześć ulicy nazywano Kolejową. Dzięki tej inwestycji, pomiędzy miastem a dworcem powstała duża przestrzeń budowlana. Rozbudowa ulicy wiązała się z przemianami społecznymi.
Z wytyczeniem dalszej części dzisiejszej ulicy Sienkiewicza wiązał się duży napływ Żydów do Kielc. Zaczęli oni inwestować w działki budowlane. Między ulicą Czystą (Ignacego Paderewskiego) a Żelazną, po stronie południowej, znajdował się obszar ziemi niezabudowanej. Były tam pola uprawne na których sadzono ziemniaki i siano zboże. Od ulicy Sienkiewicza teren odgrodzony był parkanem.
W maju 1915 roku, kiedy Rosjanie opuścili miasto, a zajęły je wojska pruskie, potoczne nazwy Kolejowa i Pocztowa stały się formą urzędową. Jesienią tego roku Kielce znalazły się w utworzonej austro-węgierskiej strefie okupacyjnej; ulica Kolejowa uzyskała początkowo miano ulicy gen. Józefa Dankla, a następnie cała arteria od placu Leonarda do placu przed dworcem kolejowym otrzymała na cześć władcy Austro-Węgier nazwę ulicy Franciszka Józefa. Od 1919 roku była to już ulica Henryka Sienkiewicza.

## Zabytki

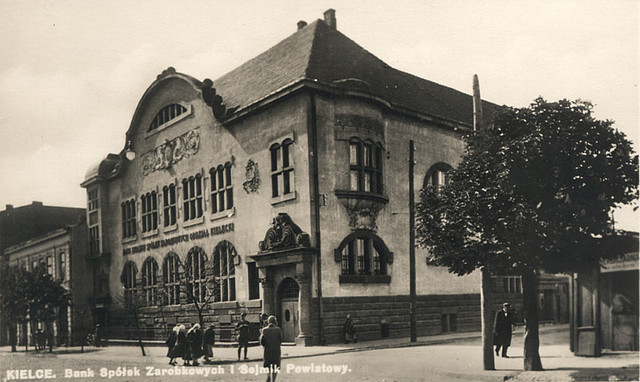
Gmach Towarzystwa Wzajemnego Kredytu dawniej ...

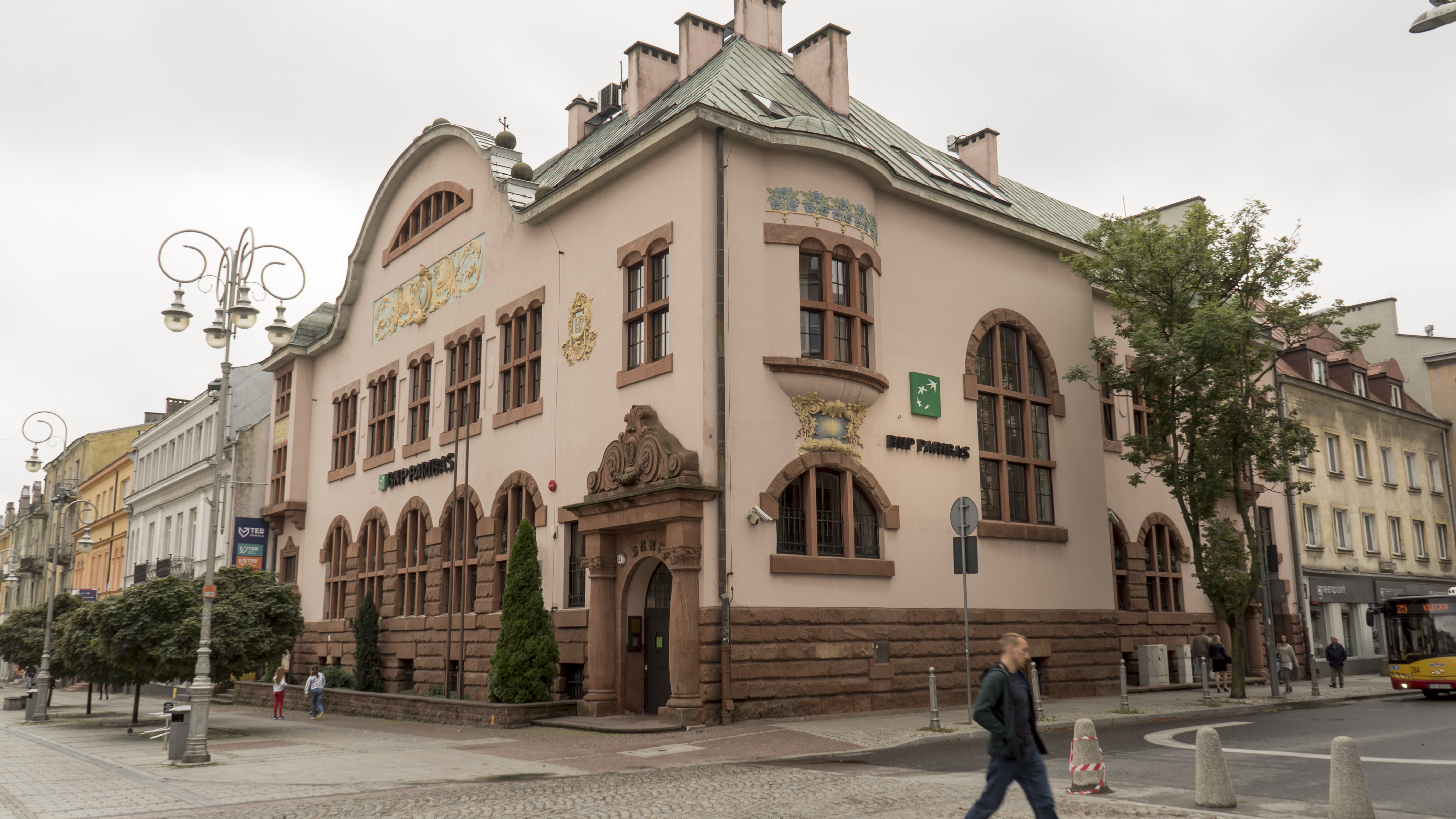
... i obecnie BNP Paribas Bank Polska

Zabudowa ulicy Sienkiewicza na odcinku od placu Moniuszki do ul. Paderewskiego została wpisana do rejestru zabytków nieruchomych (nr rej.: A.368 z 14.08.1976).
Poszczególne obiekty wpisane do rejestru zabytków:
- kościół ewangelicko-augsburski Świętej Trójcy, ul. Sienkiewicza 1, z III ćw. XIX w. (nr rej.: A.327 z 15.07.1976),
- dom, ul. Sienkiewicza 2, z początku XX w. (nr rej.: A.369 z 24.07.1976),
- budynek hipoteki, ul. Sienkiewicza 5, z 1824 r. (nr rej.: A.370 z 6.09.1971),
- poczta, ul. Sienkiewicza 7, z II ćw. XIX w. (nr rej.: A.371 z 6.09.1971),
- dom, ul. Sienkiewicza 9, z początku XX w. (nr rej.: A.372 z 2.08.1976),
- dom, ul. Sienkiewicza 11, z przełomu XIX/XX w. (nr rej.: A.373 z 2.08.1976),
- dom, ul. Sienkiewicza 15, z I połowy XIX w. (nr rej.: A.374 z 24.07.1976),
- hotel „Bristol” z oficyną, ul. Sienkiewicza 21 / ul. Kapitulna, z 1902 r. (nr rej.: A.375 z 30.03.1976),
- dom, ul. Sienkiewicza 30, z początku XX w. (nr rej.: A.376 z 25.07.1976),
- hotel „Versal”, ul. Sienkiewicza 31, z 1912 r. (nr rej.: A.377 z 19.01.1973),
- dawny hotel „Polski”, obecnie Teatr im. Stefana Żeromskiego, ul. Sienkiewicza 32, z 1870 r. (nr rej.: A.378 z 9.04.1972),
- dom, ul. Sienkiewicza 36 / ul. Leśna 18, z 1898 r. (nr rej.: A.379 z 2.08.1976),
- dom, ul. Sienkiewicza 38, z 1909 r. (nr rej.: A.380 z 2.08.1976),
- dom, ul. Sienkiewicza 40, z 1910 r. (nr rej.: A.381 z 25.07.1976),
- bank, ul. Sienkiewicza 47, z pocz. XX w. (nr rej.: A.382 z 9.04.1972).

## Modernizacja ulicy
Modernizację ulicy Sienkiewicza rozpoczęto w 2001 roku od fragmentu deptaka pomiędzy ulicą Dużą a Małą. Wykonano remont sieci sanitarnej i wodociągowej, kanalizację burzową oraz instalację elektryczną. Diametralnie zmieniło się oblicze ulicy. Nawierzchnię stanowi teraz kostka oraz płyty granitowe ułożone nie tylko na ul. Sienkiewicza, ale także we fragmentach przylegających do niej ul. Małej i Dużej. Reprezentacyjna ulica Kielc zabudowana została trzema tarasami, otoczonymi półkolistymi murkami. Wiosną 2002 zamontowane zostały również na tym odcinku nowe ławki. Powstał także taras widokowy z lunetą. Remont objął ponadto zmianę oświetlenia ulicy na stylowe latarnie.
W 2002 roku zmodernizowano kolejny odcinek deptaka – pomiędzy ulicą Małą a Staszica. Z okazji uroczystego oddania do użytku kolejnego zmodernizowanego odcinka ulicy Sienkiewicza, symboliczną wstęgę przeciął 17 października 2002 podczas wizyty w Kielcach prezydent Aleksander Kwaśniewski. Nową nawierzchnię niemal 250 m jezdni stanowi kostka z rudego i szarego granitu, także z płyt granitowych zbudowane są chodniki. Zużyto prawie 4000 m² kostki i płyt granitowych, ułożono niemal 1200 m kabli elektrycznych, ponad 820 m kanalizacji deszczowej z przykanalikami i wysięgnikami, ponad 550 m sieci wodociągowej z przyłączami i wysięgnikami w przyległe ulice oraz niemal 300 m przyłączy kanalizacji sanitarnej. Wykonane zostały także nowe przyłącza gazowe do domów oraz przebudowane fragmenty gazociągu kolidującego z projektowanym oświetleniem ulicznym. Nowy odcinek ul. Sienkiewicza oświetla 29 stylowych latarni, na ulicy ustawiono ławki, kosze na śmieci i gazony z roślinami (wiśnie japońskie, iglaki, rośliny płożące), posadzono klony kuliste. Koszt prac oszacowano na 4 miliony złotych.
W roku 2003 zrealizowany został IV etap budowy ul. Sienkiewicza – na odcinku od ul. Staszica do rzeki Silnicy. Remont objął przebudowę nawierzchni ulicy, chodników, mostu, budowę kładek dla pieszych (górnej i dolnej). Powstały również tarasy z wiszącą zielenią i podświetleniem dna rzeki oraz oczyszczalnia wód deszczowych. Przebudowano też sieci uzbrojenia technicznego w zakresie: wodno-kanalizacyjnym, elektroenergetycznym, gazowym. Ponadto zakresem prac objęto również szatę graficzną, elementy małej architektury. Nawierzchnia ulicy Sienkiewicza została zaprojektowana jako odtworzenie historycznego traktu ulicy XIX-wiecznej. Remont zakończono w grudniu 2003 roku. Na wiosnę posadzono również ciekawe elementy zieleni.
Zgodnie z planem, 30 września 2004 zakończyła się modernizacja kolejnego odcinka ul. Sienkiewicza od rzeki Silnicy do ul. Paderewskiego. Prace wykonało ŚPRD "Trakt". Prace objęły: przebudowę sieci wodociągowej wraz z przyłączami do budynków i przeciwpożarowego zaopatrzenia w wodę, kanalizacji sanitarnej z przyłączami do budynków, kanalizacji deszczowej z przyłączami, sieci energetycznej niskiego i średniego napięcia, sieci oświetlenia ulicznego oraz odcinków gazociągu. Dzięki modernizacji deptak ma także nową nawierzchnię oraz elementy małej architektury.
Zakończyła się także modernizacja na odcinku od placu Moniuszki do ulicy Dużej. Całkowicie wyremontowano skwer przy budynku Poczty Polskiej z końca 1830 roku. Plac ten, oficjalnie nazwany Sienkiewiczowską Dzielnicą Mieszkaniową, powstał w 1950 roku. Na czterech kamienicach wokół niego znajdują się portrety polskich pisarzy związanych z regionem świętokrzyskim – Mikołaja Reja, Jana Kochanowskiego, Henryka Sienkiewicza i Stefana Żeromskiego. W dole ulicy, u zbiegu ulic Sienkiewicza i Kapitulnej, na miejscu dawnej fontanny i kiosku urządzono plac, nazwany Placem Artystów, na którym zamontowano nowoczesną fontannę oraz małe gejzery tryskające wodą. Postawiono również kolumnadę granitowych obelisków, które docelowo mają służyć jako sztalugi do ekspozycji prac lokalnych artystów. Na placu ustawiana bywa scena i organizowane są występy artystyczne.
Plac przy Kapitulnej łączy ulicę Sienkiewicza z parkiem miejskim.
W 2005 roku ulica Sienkiewicza otrzymała także tytuł najładniej oświetlonej ulicy w Polsce.

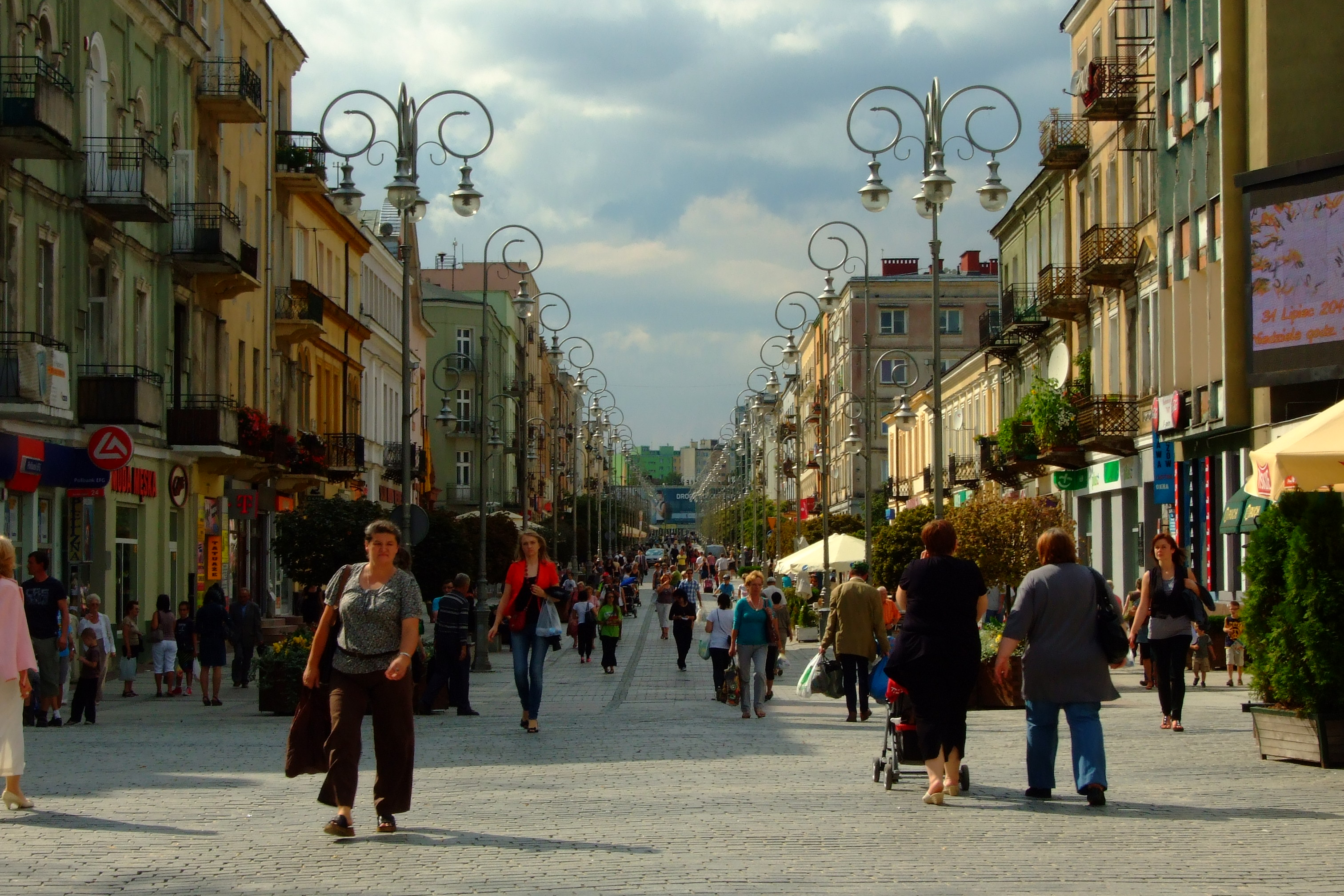
Ulica Sienkiewicza obecnie, widok od mostu nad Silnicą do ulicy Żelaznej (w głębi widoczny dworzec PKP)

14 grudnia 2006 nastąpiło uroczyste oddanie ostatniego remontowanego odcinka od ulicy Paderewskiego do ulicy Żelaznej. Podczas otwarcia prezydent Kielc Wojciech Lubawski wraz z przewodniczącym Rady Miasta i dyrektorem Miejskiego Zarządu Dróg przecięli wstęgę, kończąc tym samym modernizację ulicy. Rewitalizacja całej ulicy w ciągu 5 lat została zamknięta kwotą 28 milionów złotych. Środki na jej przeprowadzenie pochodziły z Europejskiego Funduszu Rozwoju Regionalnego, budżetu państwa i miejskiej kasy.
W miesiącach letnich 2007 roku dokonano przebudowy skrzyżowania z ulicą Paderewskiego – zlikwidowana została stara sygnalizacja świetlna, a przecinający deptak asfalt został zastąpiony granitową kostką położoną powyżej poziomu ulicy Paderewskiego (jednocześnie skrzyżowanie zostało zamknięte dla normalnego ruchu samochodów). W 2016 roku nastąpiła renowacja skrzyżowania. Polegała ona na likwidacji kolein wytworzonych pod ciężarem pojazdów i wymianę podbudowy jezdni.
28 czerwca 2010 odsłonięto pomnik Henryka Sienkiewicza autorstwa Gustawa Zemły – jednego z najbardziej znanych współczesnych polskich rzeźbiarzy.
Uroczystość odbyła się w ramach obchodów dni miasta. Uczestniczyli w niej krewni wielkiego pisarza. Monument przedstawia literata siedzącego pod wysoką, klasyczną kolumną rzymską, w narzuconym na ramię płaszczu, z symbolizującym Nagrodę Nobla arkuszem papieru na kolanach. Postać została wykonana z brązu, natomiast kolumna, cokół i płyta, na której stanęły oba te elementy – z marmuru świętokrzyskiego. Z przodu cokołu pomnika wykuto napis Quo vadis, natomiast z tyłu umieszczono słowa z powieści Ogniem i mieczem – „Wszyscyśmy bracia”. Pomnik znajduje się na Placu Moniuszki na szczycie ulicy Sienkiewicza.
W 2019 r. przy skrzyżowaniu z ulicą Ignacego Paderewskiego postawiono pomnik Stanisława Ignacego Łaszczyńskiego.

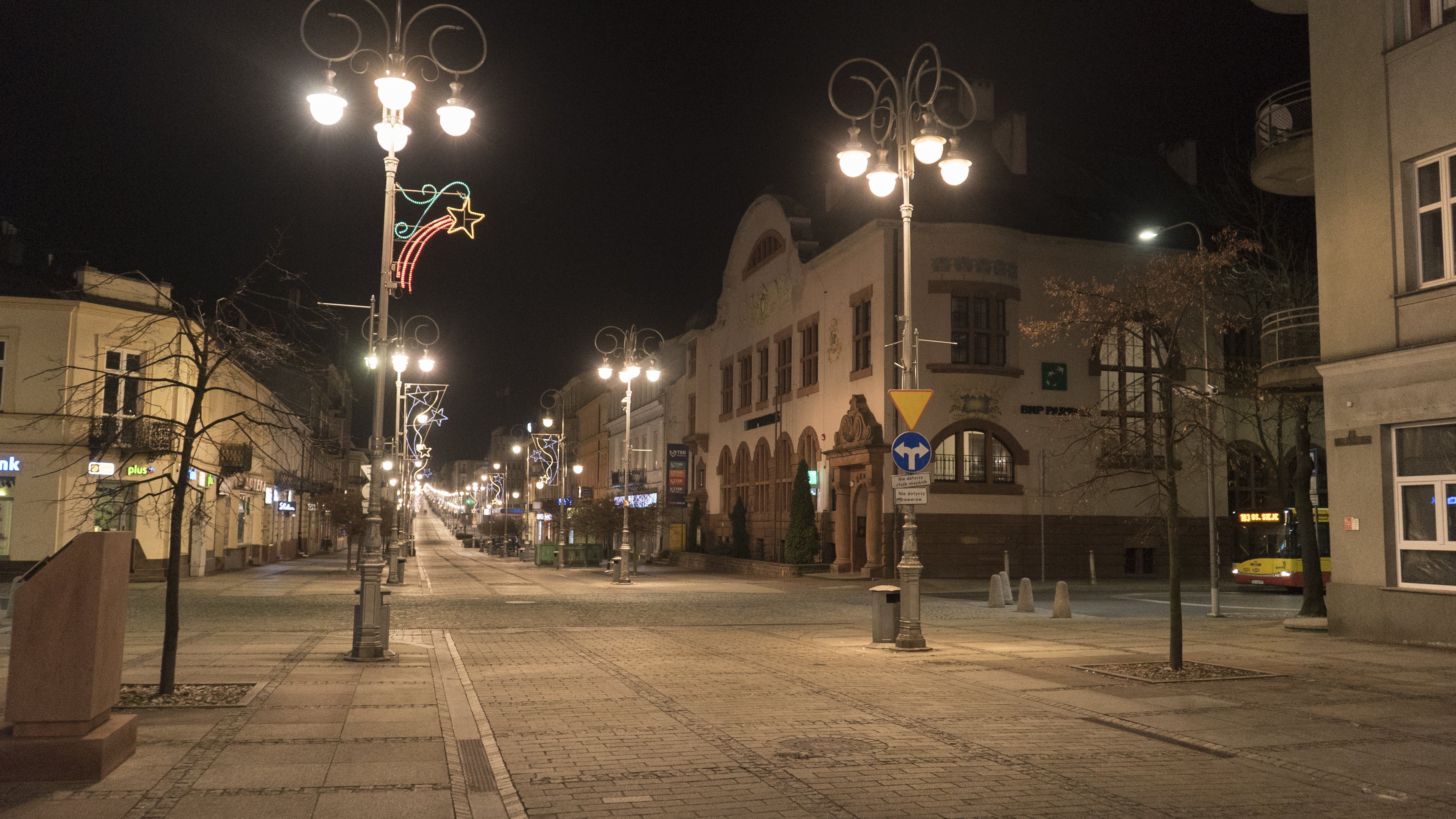
Skrzyżowanie ulicy Sienkiewicza z ulicą Paderewskiego w nocy